# Volksbank Hohenzollern-Balingen
Die Volksbank Hohenzollern-Balingen eG ist eine Genossenschaftsbank mit Sitz in Balingen. Ihr Geschäftsgebiet umfasst neben dem Mittelbereich Hechingen die Räume Balingen, Rosenfeld und Gammertingen. Die Bank gehört dem Baden-Württembergischen Genossenschaftsverband und darüber dem BVR an. Die Bank wurde in Hechingen im heutigen Zollernalbkreis gegründet, der Name erklärt sich historisch aus der Lage im ehemals preußischen Territorium Hohenzollerische Lande.
Sie soll bis Oktober 2025 rückwirkend zum 1. Januar 2025 mit der Volksbank Albstadt und der VR Bank Heuberg-Winterlingen fusionieren und in die Volksbank Zollernalb aufgehen.

## Rechtsgrundlagen
Rechtsgrundlagen der Bank sind das Genossenschaftsgesetz und die Satzung. Die Organe der Genossenschaftsbank sind der Vorstand, der Aufsichtsrat und die Vertreterversammlung. Die Bank ist der amtlich anerkannten BVR Institutssicherung GmbH und der zusätzlichen freiwilligen Sicherungseinrichtung des Bundesverbandes der Deutschen Volksbanken und Raiffeisenbanken e. V. angeschlossen.

## Fusion
Die Bank ist am 1. Januar 2015 aus der Fusion der Volksbank Hohenzollern eG mit der Volksbank Balingen eG hervorgegangen.
Am 27. Mai 2025 stimmten 98,8 Prozent der stimmberechtigten Vertreter für die Fusion der Volksbank Albstadt mit der Volksbank Albstadt und der VR Bank Heuberg-Winterlingen zur Volksbank Zollernalb. Die Fusion tritt rückwirkend zum 1. Januar 2025 in Kraft und soll bis Oktober 2025 abgeschlossen sein.